# پاز لنچانتین
پاز لنچانتین ((به انگلیسی: Paz Lenchantin)) موسیقی‌دان آرژانتینی-آمریکایی است. او به خاطر نواختن گیتار بیس در تعدادی گروه موسیقی از جمله پیکسیز، انترانس، ا پرفکت سیرکل و زوئن شناخته می‌شود. او که از تبار ارمنی و فرانسوی است و در آرژانتین متولد شده است، در چهارسالگی به همراه خانواده‌اش به لس آنجلس امد. پدر او، Mario Merdirossian نوازنده پیانو بود. او به زبان‌های انگلیسی و اسپانیایی مسلط است. در پنج سالگی شروع به نواختن پیانو کرد. سپس در هشت سالگی شروع به یادگیری ویولون کرد و در ۱۲ سالگی به صورت خودجوش نواختن گیتار را فرا گرفت.